# Dipartimento di Dakar
Il dipartimento di Dakar (fr. Département de Dakar) è un dipartimento del Senegal, appartenente alla regione di Dakar. Il capoluogo è la città di Dakar, capitale dello Stato.
Si trova nella parte occidentale della regione di Dakar, sulla penisola di Capo Verde, nel punto più occidentale del Senegal e di tutta l'Africa continentale. Il territorio del dipartimento è coestensivo con quello della città di Dakar.
Il dipartimento di Dakar è suddiviso in 4 arrondissement, a loro volta suddivisi in 19 communes d'arrondissement:
- Almadies
- Grand Dakar
- Parcelles Assainies
- Dakar Plateau